# Deus ti salvet Maria
Deus ti salvet Maria (también conocido como la Ave María de Cerdeña) es una canción devocional perteneciente a la tradición sarda, escrita en el siglo XVIII por el poeta Bonaventura Licheri (Neoneli, 1667 - 1733).
El texto fue compuesto (o traducido) alrededor de 1725; la transcripción más antigua es la de Maurizio Carrus, quien la insertó como apéndice en  Rosarium de San Vero Milis en 1731.
La canción se canta en forma de gosos, una canción devocional típica extendida en Cerdeña.
En 1974, Maria Carta lo presentó al público en general en el programa de televisión Canzonissima y en 1987, acompañado por el órgano de tubos, lo había presentado en la Catedral de San Patricio de Nueva York.

## Intérpretes
- Maria Teresa Cau
- Maria Carta
- Coro di Nuoro
- Andrea Parodi con Tazenda
- Mark Harris con Fabrizio De André
- Savina Yannatou, arreglo de Haris Lambrakis
- Savina Yannatou con Elena Ledda
- Gianni Maroccolo con Ginevra Di Marco
- Antonella Ruggiero
- Clara Murtas, arreglo de Ennio Morricone